# Boldurești, Nisporeni
Boldurești este satul de reședință al comunei cu același nume  din raionul Nisporeni, Republica Moldova.

## Istoria localitații
Satul Boldurești a fost menționat documentar în anul 1426 cu denumirea Păduceni. Tradiția locală susține că denumirea Boldurești se trage de la vornicul Boldur, dregător de seamă la curtea lui Ștefan cel Mare, originar din Păduceni.
În timpul celui de-al Doilea Război Mondial o parte din IAP-55 s-a aflat la Boldurești, pe baza aeriană avansată a aerodromului militar Bălți din Singureni.

## Sfera socială
În august 2012 a fost inaugurat Muzeul satului Boldurești. Muzeul din Boldurești a adunat peste 3800 de exponate ce oglindesc o istorie amplă a localității de la prima atestare documentară până în prezent. Toate au fost colectate de la săteni de către membrii familiei lui Vasile Popa, care a devenit fondatorul muzeului. Acest muzeu este al 118-lea la număr în Republica Moldova.

## Geografie
Satul are o suprafață de circa 2,62 kilometri pătrați, cu un perimetru de 9,33 km. Distanța directă până în or. Nisporeni este de 14 km. Distanța directă până în or. Chișinău este de 90 km.

## Demografie
La recensămîntul din anul 2004,  populația satului constituia 3 350 de oameni, dintre care 49,31% - bărbați și 50,69% - femei.

### Structura etnică
Structura etnică a localității conform recensământului populației din 2004:
| Grup etnic                           | Populație | % Procentaj |
| ------------------------------------ | --------- | ----------- |
| Băștinași declarați Moldoveni/Români | 3 278     | 97,85%      |
| Ucraineni                            | 13        | 0,39%       |
| Ruși                                 | 9         | 0,27%       |
| Găgăuzi                              | 1         | 0,03%       |
| Romi                                 | 48        | 1,43%       |
| Altele                               | 1         | 0,03%       |
| Total                                | 3 350     | 100%        |

## Personalități
- Vladimir Bogos, deputat în Sfatul Țării
- Vasile Porțevschi⁠(d), deputat în Parlamentul Republicii Moldova